# オペレーション・フィナーレ
『オペレーション・フィナーレ』（Operation Finale）は、2018年製作のアメリカ合衆国の映画。
“ホロコーストの実行人”といわれた元ナチス親衛隊将校アドルフ・アイヒマンの逃亡生活を追跡し、逮捕へと繋げたイスラエル諜報特務庁（モサド）の諜報員の活躍を描いた作品。クリス・ワイツ監督。日本では2018年10月3日にNetflixで独占配信された。

## キャスト
※括弧内は日本語吹替
- ピーター・マルキン - オスカー・アイザック（小松史法）
- アドルフ・アイヒマン - ベン・キングズレー[3]（佐々木勝彦）
- ハンナ・エリアン - メラニー・ロラン[4]（松井茜）
- イサル・ハルエル - リオル・ラズ（英語版）（江川央生）
- ラフィ・エイタン（英語版） - ニック・クロール[4]（川島得愛）
- クラウス・アイヒマン - ジョー・アルウィン（藤翔平）
- ヤコブ・ガット - トーベン・リーブレヒト（鶴岡聡）
- モシェ・テイバー - グレッグ・ヒル（田村真）
- ヴェラ・アイヒマン - グレタ・スカッキ（堀越真己）
- ロザー・ハーマン - ピーター・ストラウス[5]（魚建）
- シルヴィア・ハーマン - ヘイリー・ルー・リチャードソン[6]（永宝千晶）
- ダヴィド・ベン＝グリオン - サイモン・ラッセル・ビール

日本語吹替版その他：本多新也、井川秀栄、寺内よりえ、谷昌樹、下川涼、こばたけまさふみ、夏目あり沙、宮﨑聡、中西正樹、広瀬淳、松井暁波
日本語版制作スタッフ 演出：打越領一、翻訳：田尾友美、録音・調整：三谷佳奈美、録音スタジオ：オムニバス・ジャパン、制作：ACクリエイト